# Акбар Шах II
Акбар Шах II (Муин уд-Дин Абу Наср Мухаммед Акбар) (22 апреля 1760 — 28 сентября 1837) — марионеточный правитель Индии,  падишах из династии Моголов (19 ноября 1806 — 28 сентября 1837), второй сын и преемник могольского падишаха Шах Алама II.

## Биография
В мае 1781 года после смерти своего старшего брата Акбар-мирза был провозглашен наследником своего отца Шаха Алама.
В ноябре 1806 года после смерти своего слепого отца Шаха Алама 46-летний Акбар Шах был провозглашен в Красном форте англичанами новым марионеточным падишахом Индии из династии Великих Моголов. В ходе всего царствования не обладал реальной властью, жил на денежное содержание, выплачиваемое ему Ост-Индской компанией, проводя время в обществе наложниц, придворных поэтов и музыкантов.
Акбар Шах II имел четырнадцать сыновей и семь дочерей.